# Slinger van Kater

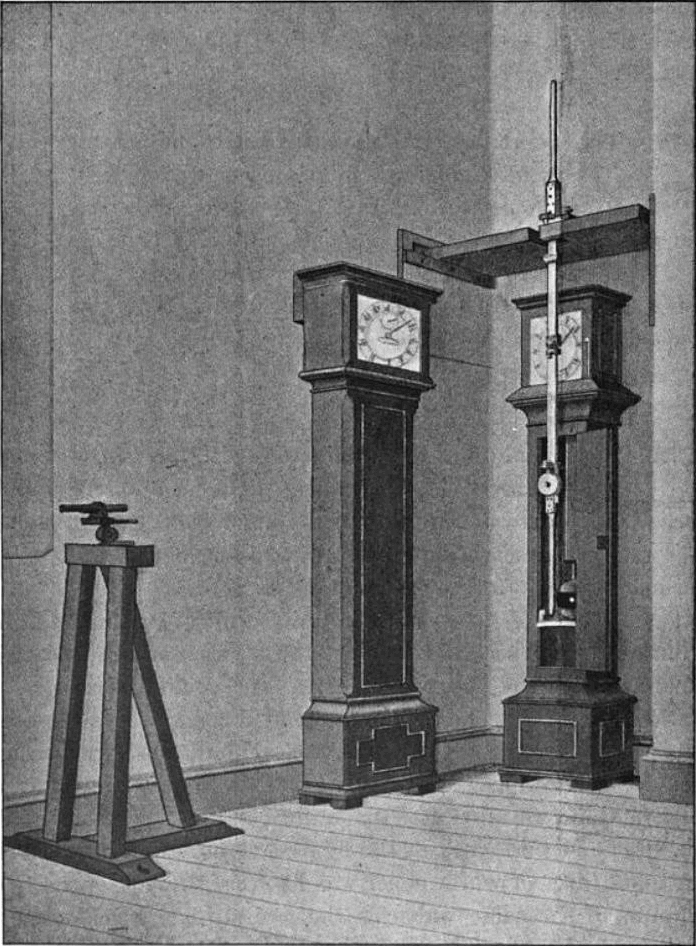
Katers slingers uit zijn artikel van 1818. De periode werd bepaald door vergelijking met de slinger in de nauwkeurige klok erachter. Het kijkertje links diende ter voorkoming van een fout door parallax (schuin kijken).

De Slinger van Kater is een omkeerbare slinger ontworpen en gebouwd door Kapitein Henry Kater in 1817 om de valversnelling te meten. De zwaartekracht kon ermee berekend worden zonder dat het zwaartepunt en de gyratiestraal van de slinger bekend hoefden te zijn.
Verfijningen zijn onder meer 
- lichte houten gewichten met aparte vorm, grootte en plaatsing om aerodynamische effecten te ondervangen
- de dubbele slinger-gravimeter van Meinesz, die ongevoelig is voor horizontale versnellingen
- elektronische timers

## Verwijzing
- "Mg-2 Kater's reversible pendulum". University of Melbourne, School of Physics, Lecture Demonstration Manual.

- Katers originele publicatie was in de Philosophical Transactions of the Royal Society in 1818 (Phil. Trans. R. Soc. London, 108, 33, 1818).